# Nậm Ty, Sông Mã
Nậm Ty là một xã thuộc huyện Sông Mã, tỉnh Sơn La, Việt Nam.
Xã Nậm Ty có diện tích 128,38 km², dân số năm 1999 là 5.810 người, mật độ dân số đạt 45 người/km².